# Mięsień zębaty tylny dolny
Mięsień zębaty tylny dolny (łac. musculus serratus posterior inferior) – w anatomii człowieka czworokątny, cienki mięsień grzbietu należący do grupy mięśni kolcowo-żebrowych. Leży w okolicy piersiowo-lędźwiowej tułowia, pod mięśniem najszerszym grzbietu i częściowo pod mięśniem czworobocznym.
Przyczepia się na powięzi piersiowo-lędźwiowej na wysokości kręgów od Th10 do L2, a jego cztery pasma biegną skośnie ku górze i w bok, kończąc się na dolnych brzegach żeber od 9 do 12. 
Unaczyniony jest przez gałązki dolnych tętnic międzyżebrowych (IX–XI), a unerwiony przez gałązki dolnych nerwów międzyżebrowych (IX–XI).
Jego funkcją jest opuszczanie i rozchylanie na boki dolnych żeber, co czyni go pomocniczym mięśniem wydechowym.